# William C. Chase
William Curtis Chase (ur. 9 marca 1895, zm. 21 sierpnia 1986) – amerykański generał, żołnierz obu wojen światowych. Wyróżnił się szczególnie podczas działań na obszarze południowo-zachodniego Pacyfiku w czasie II wojny światowej i późniejszej okupacji Japonii.

## Życiorys
Po ukończeniu nauki na Brown University Chase wstąpił w 1913 roku do Gwardii Narodowej stanu Rhode Island i pełnił służbę patrolową na granicy z Meksykiem. W styczniu 1917 roku uzyskał stopień podporucznika kawalerii, po czym został wysłany do Europy, gdzie walczył na froncie zachodnim I wojny światowej, a następnie należał do wojsk okupujących Nadrenię. W okresie międzywojennym był słuchaczem w Szkole Wyższej Sztabu Generalnego w Fort Leavenworth, gdzie miał po latach wrócić jako wykładowca.
W marcu 1943 roku Chase został awansowany do stopnia generała-brygadiera i objął dowodzenie 1 Pułku 1 Dywizji Kawalerii. W lutym 1944 roku został wytypowany na dowódcę desantu na Wyspach Admiralicji. Dysponując początkowo niewielkimi siłami zdołał umocnić się na przyczółku, wykorzystując do celów obronnych ukształtowanie terenu. Utrzymał się na pozycji odpierając serie kontrataków dysponujących przewagą liczebną Japończyków.
W lutym 1945 roku dowodzone przez Chase’a oddziały wkroczyły do północnych przedmieść Manili wyzwalając około 5700 osób przetrzymywanych w budynkach Uniwersytetu Świętego Tomasza przekształconego w obóz internowania. Następnie objął dowodzenie 38 Dywizją Piechoty, która toczyła ciężkie walki z Japończykami broniącymi przełęczy Zig-Zag na półwyspie Bataan. 1 sierpnia 1945 roku Chase powrócił do 1 Dywizji Kawalerii, tym razem jako jej dowódca. Pozostał z nią do stycznia 1949 w okupowanej Japonii, po czym wrócił do Stanów Zjednoczonych. Później, w latach 1951–1953 był szefem sztabu 3 Armii stacjonując w Fort McPherson, a następnie był szefem Military Assistance Advisory Group (MAAG) na Tajwanie. Po odejściu z armii w roku 1955 uzyskał stopień magistra historii i wykładał politologię na uniwersytecie w Houston.
W roku 1976 Chase wydał swe wspomnienia wojenne zatytułowane Front Line General: The Commands of Maj.Gen. Wm.C. Chase.